# Batería inteligente

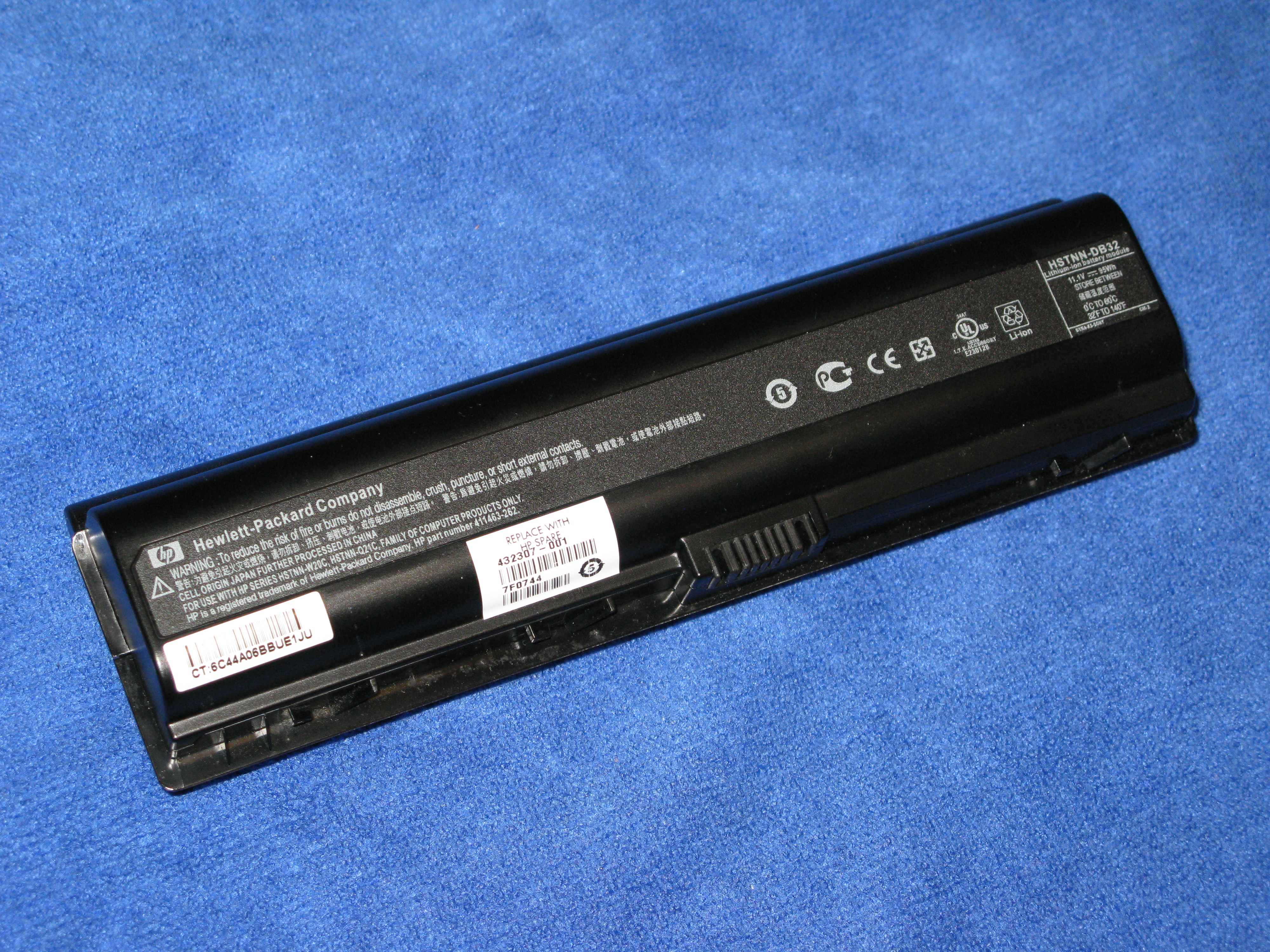
Casi todos los ordenadores portátiles utilizan baterías inteligentes.

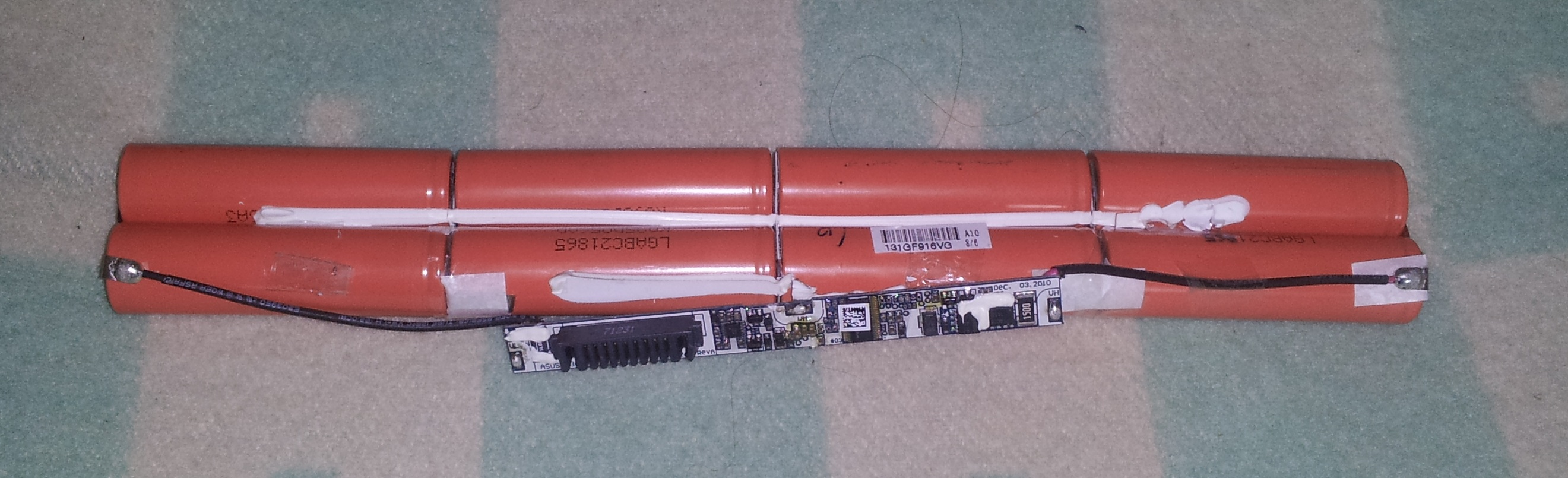
Componentes de la batería inteligentes

Una batería inteligente o un paquete de baterías inteligente, es una batería  o conjunto de baterías recargables  que lleva incorporado un sistema de gestión de baterías (BMS).
Además de los terminales positivo o negativo habituales, cuentan con dos o más terminales para conectarse al BMS; típicamente el menos también se utiliza como conector de "tierra" del BMS. Ejemplos de interfaces BMS son: SMBus , PMBus , EIA-232 , EIA-485 y Local Interconnect Network. 
La batería inteligente puede medir internamente la tensión y la corriente, y deducir el nivel de carga y los parámetros del estado de salud, lo que indica el estado de las células.
Externamente, la batería inteligente se puede comunicar con un cargador de baterías inteligente y un usuario de batería  inteligente, a través de la interfaz de bus. La batería inteligente puede solicitar que la recarga pare, pedir la recarga o la demandar que el usuario de energía inteligente deje de usar la electricidad de esta batería.
Hay una especificación estándar para las baterías inteligentes, llamada Smart Battery System  (Sistema de Batería Inteligente) y muchas especificaciones ad hoc.